# Формула Е 2018/19
Сезон 2018/19 ще бъде петият във Формула Е. Ще започне на 15 декември 2018 г. в Дирия, предградие на Рияд, Саудитска Арабия и ще завърши на 14 юли 2019 г. в Ню Йорк, САЩ. Календарът се състои от 13 състезания, в които единадесет отбора и 22 пилота си оспорват победата. През този сезон има редица промени както в правилата като отпадането на смяната на болида в средата на състезанието, въвеждането на т.нар. hyperboost, замяната на присъждане на точка за най-бърза обиколка с присъждане на бонус точки за пилота, спестил най-много енергия, фиксирането на продължителността на състезанието на 45 минути плюс една обиколка и др., така и в броя на отборите и пилотите и дебюта на новото шаси Спарк SRT 05e, заменящо използваното през първите четири сезона Спарк-Рено SRT 01E.

## Промени в правилата

### Технически регламент
През сезон 2018/19 отборите ще разполагат с второто поколение болиди, разработено от Спарк Рейсинг Текнолъджи. Една от основните разлики в сравнение с класическите болиди е липсата на задно крило, като вместо него има много аеродинамични елементи по самото шаси и пода. Болидът разполага и със ставащия задължителен в надпреварите от този тип ореол, чиято цел е да предпазва пилота при катастрофа.
Акумулаторните батерии са произведени от Макларън и имат капацитет да издържат цяло състезание. Мощността на болидите е увеличена от 180 на 200 кВ в състезателен режим и от 200 на 250 кВ в квалификациите.

### Спортен регламент
Продължителността на състезанието, която дотогава варира, вече е твърдо фиксирана – 45 минути плюс една обиколка.
С новите акумулаторни батерии с по-голям капацитет отпада необходимостта от смяна на болида по средата на състезанието.
Премахнато е присъждането на една точка за пилота, завъртял най-бърза обиколка в състезанието. Бонус точки се дават на този пилот, финиширал на едно от първите пет места, който е изразходвал най-малко енергия.
Нововъведение е т.нар. hyperboost или Марио Карт модус (точното название още не е определено) – увеличаване на мощността в състезателен режим до 225 кВ
след като пилотът премине през специално обозначена част от пистата извън състезателната линия. Броят и продължителността на hyperboost се определя от ФИА преди всяко състезание. Тримата избрани от феновете пилоти ще могат да използват FanBoost само докато са активирали hyperboost модуса, а гласуването завършва непосредствено преди старта на състезанието.
Промени има и в квалификациите за място на старта. Пилотите отново излизат в четири групи от пет или шест състезателя, но мястото им в съответната група вече не се определя с жребий, а на базата на крайното класиране в предходното състезание. Супер Пол елиминациите вече включват шест вместо пет пилота, като това е отражение на новия, единадесети, отбор и съответно покачването на броя на пилотите от 20 на 22.
Отборите разполагат с по два електромотора, две скоростни кутии, два инвертора и една акумулаторна батерия на болид. Вече се наказва и първата смяна на някой от тези компоненти в рамките на сезона, а употребата на допълнителни части над допустимата бройка води до наказание с 20 места на стартовата решетка, а ако поради заетото място в квалификацията това наказание не може да бъде наложено, се прилага принудително минаване през бокса и добавяне на време.

## Календар
Сезон 2018/19 се състои от тринадесет старта в дванадесет държави между 15 декември 2018 и 14 юли 2019 г. В календара се завръща старта в Монако, който през миналия сезон не се провежда заради редуването му с провеждащото се в четни години Историческо Гран При на Монако, като и този път Формула Е ще използва съкратения вариант на трасето, а не този от Формула 1. За първи път Формула Е стъпва в Саудитска Арабия и Близкия изток с откриващото сезона състезание в предградието на Рияд Дирия. След двата старта в Пекин през първите два сезона на Формула Е, надпреварата се връща в Китай, този път в курортния град Саня на остров Хайнан. От календара заради натрупване на няколко мероприятия в района на провеждане отпада кръгът в Цюрих, като състезанието е преместено в Берн, а не е изключено Формула Е да се върне в Цюрих през следващия сезон. Стартът в Сантяго де Чили е преместен в рамките на парка О’Хигинс след оплаквания от живущите в близост до Парк Форестал, където се провежда състезанието през сезон 1017/18. От календара окончателно отпада стартът в бразилския Сао Пауло, който първоначално е предвиден за миналия сезон, а впоследствие отложен за сезон 2018/19, липсва и надпреварата в Пунта дел Есте, която го заменя в четвърти сезон.
| Кръг      | еПри              | Държава          | Писта                               | Дължина  | Дата             | Трасе |
| --------- | ----------------- | ---------------- | ----------------------------------- | -------- | ---------------- | ----- |
| 1         | Дирия еПри        | Саудитска Арабия | Дирия Стрийт Сиркуит                | 2,495 км | 15 декември 2018 |       |
| 2         | Маракеш еПри      | Мароко           | Мулай Ел Хасан                      | 2,99 км  | 12 януари 2019   |       |
| 3         | Сантяго еПри      | Чили             | Парк О’Хигинс                       | 2,348 км | 26 януари 2019   |       |
| 4         | Мексико Сити еПри | Мексико          | Аутодромо Ерманос Родригес          | 2,093 км | 16 февруари 2019 |       |
| 5         | Хонконг еПри      | Хонконг          | Хонконг Сентръл Харбърфронт Сиркуит | 1,860 км | 10 март 2019     |       |
| 6         | Саня еПри         | Китай            | Саня Стрийт Сиркуит                 | 2,236 км | 23 март 2019     |       |
| 7         | Рим еПри          | Италия           | Чиркуито Читадино дел'ЕУР           | 2,84 км  | 13 април 2019    |       |
| 8         | Париж еПри        | Франция          | Сиркуит дез Инвалид                 | 1,9 км   | 27 април 2019    |       |
| 9         | Монако еПри       | Монако           | Монте Карло                         | 1,76 км  | 11 май 2019      |       |
| 10        | Берлин еПри       | Германия         | Летище Темпелхоф                    | 2,275 км | 25 май 2019      |       |
| 11        | Берн еПри         | Швейцария        |                                     | 2,668 км | 22 юни 2019      |       |
| 12        | Ню Йорк еПри      | САЩ              | Бруклин Стрийт Сиркуит              | 2,373 км | 13 юли 2019      |       |
| 13        | Ню Йорк еПри      | САЩ              | Бруклин Стрийт Сиркуит              | 2,373 км | 14 юли 2019      |       |
| Източник: |                   |                  |                                     |          |                  |       |

## Отбори и пилоти
След Ауди, Ситроен, Рено и Ягуар, във Формула Е стъпват и други световноизвестни автомобилни производители - Мерцедес, БМВ и Нисан. БМВ влиза като конструктор и става партньор с отбора на Андрети Аутоспорт, който ще продължи да отговаря за състезателната дейност, като тимът вече носи името БМВ i Андрети Моторспорт. Мерцедес започва участието си във Формула Е чрез заводския си отбор в ДТМ - ХВА, като през първия си сезон ще получава електромотори от тима на Венчъри Гран При, а след това ще разработва свои собствени. Отборът носи името ХВА Рейслаб и не заема мястото на друг, а влиза в сериите като единадесети такъв. Нисан сменя Рено в партньорството му с ДАМС, след като френския производител решава да се концентира изцяло върху участието си във Формула 1. Отборът на Тачита сменя досегашния си доставчик на електромотори Рено със суб-бранда на Ситроен DS, а Върджин Рейсинг, който дотогава разчита на задвижване от DS, започва сътрудничество с Ауди.
Новото голямо име сред пилотите във Формула Е е бившият пилот на Ферари, Уилямс и Заубер във Формула 1 Фелипе Маса, който се присъединява към отбора на Венчъри Гран При. Заводският пилот на БМВ в сериите за туристически автомобили Александър Симс се присъединява към Антонио Феликс да Коща в тима на БМВ i Андрети Моторспорт. Александър Албън, пилот с опит от Формула 2, Формула 3 и Формула Рено, се очаква да направи дебют във Формула Е като съотборник на Себастиен Буеми в Нисан е.дамс, но точно преди първите тестове във Валенсия подписва договор като втори пилот на Скудерия Торо Росо във Формула 1. Робин Фрийнс, който кара за Амлин Андрети във втория и третия сезон на Формула Е се завръща в сериите, този път като пилот на Енвижън Върджин Рейсинг. Заводският пилот на Мерцедес в ДТМ Гари Пафет е единият от пилотите на ХВА Рейслаб, а другият е бившият пилот на Макларън във Формула 1 Щофел Вандорн. Том Дилман, резервен пилот на Венчъри през сезони 2016/17 и 2017/18, става титулярен пилот на НИО Формула Е, заемайки мястото на напусналия сериите Лука Филипи. Феликс Розенквист напуска Махиндра Рейсинг, за да кара за Чип Ганаси Рейсинг в Индикар, а неговото място заема бившият пилот на Манър и Заубер във Формула 1 Паскал Верлайн; вторият пилот на отбора е бившият пилот на Драгън Рейсинг Жером д'Амброзио, който заменя Ник Хайдфелд Формула Е напускат още Никола Прост (Нисан е.дамс), и Алекс Лин (Енвижън Върджин Рейсинг).
| Отбор                    | Конструктор    | Двигател           | №  | Пилоти                 | Кръгове |
| ------------------------ | -------------- | ------------------ | -- | ---------------------- | ------- |
| Ауди Спорт АБТ Шефлер    | Спарк-Ауди     | Ауди e-tron FE05   | 1  | Лукас ди Граси         |         |
| Ауди Спорт АБТ Шефлер    | Спарк-Ауди     | Ауди e-tron FE05   | 66 | Даниел Абт             |         |
| БМВ i Андрети Моторспорт | Спарк-БМВ      | БМВ iFE.18         | 27 | Александър Симс        |         |
| БМВ i Андрети Моторспорт | Спарк-БМВ      | БМВ iFE.18         | 28 | Антонио Феликс да Коща |         |
| Венчъри Формула Е        | Спарк-Венчъри  | Венчъри VFE05      | 19 | Фелипе Маса            |         |
| Венчъри Формула Е        | Спарк-Венчъри  | Венчъри VFE05      | 48 | Едоардо Мортара        |         |
| DS Тачита                | Спарк-DS       | DS E-TENSE FE19    | 25 | Жан-Ерик Верн          |         |
| DS Тачита                | Спарк-DS       | DS E-TENSE FE19    | 36 | Андре Лотерер          |         |
| ГЕОКС Драгън             | Спарк-Пенске   | Пенске EV-2        | 6  | 0                      |         |
| ГЕОКС Драгън             | Спарк-Пенске   | Пенске EV-2        | 7  | Хосе Мария Лопес       |         |
| Енвижън Върджин Рейсинг  | Спарк-Ауди     | Ауди e-tron FE05   | 2  | Сам Бърд               |         |
| Енвижън Върджин Рейсинг  | Спарк-Ауди     | Ауди e-tron FE05   | 4  | Робин Фрайнс           |         |
| Махиндра Рейсинг         | Спарк-Махиндра | Махиндра M5Electro | 64 | Жером д'Амброзио       |         |
| Махиндра Рейсинг         | Спарк-Махиндра | Махиндра M5Electro | 94 | Паскал Верлайн         |         |
| НИО Формула Е            | Спарк-НИО      | НИО Sport 004      | 8  | Том Дилман             |         |
| НИО Формула Е            | Спарк-НИО      | НИО Sport 004      | 16 | Оливър Търви           |         |
| Нисан е.дамс             | Спарк-Нисан    | Нисан IM01         | 22 | 0                      |         |
| Нисан е.дамс             | Спарк-Нисан    | Нисан IM01         | 23 | Себастиен Буеми        |         |
| Панасоник Ягуар Рейсинг  | Спарк-Ягуар    | Ягуар I-Type III   | 3  | Нелсиньо Пикет         |         |
| Панасоник Ягуар Рейсинг  | Спарк-Ягуар    | Ягуар I-Type III   | 20 | Мич Евънс              |         |
| ХВА Рейслаб              | Спарк-Венчъри  | Венчъри VFE-05     | 5  | Щофел Вандорн          |         |
| ХВА Рейслаб              | Спарк-Венчъри  | Венчъри VFE-05     | 17 | Гари Пафет             |         |